# スーザン・ステビング
スーザン・ステビング（Lizzie Susan Stebbing, 1885年12月2日 - 1943年9月11日）は、イギリスの哲学者。1930年代の分析哲学の主要人物である。哲学雑誌 Analysis の創刊に携わった。イギリスで哲学教授を務めた初の女性であり、英国ヒューマニスト協会最初の女性会長でもあった。

## 経歴
イングランド南東部、ミドルセックスのノース・フィンチリーに生まれる。リジー・スーザン・ステビングと名付けられたがリジーという名を嫌い、スーザン・ステビングという名前で通した。6人きょうだいの末っ子で、両親は幼い頃に亡くなっている   。
ダリッジのジェームズ・アレン・ガールズ・スクールで教育を受けた後、1904年にケンブリッジのガートン・カレッジで歴史を学び始めた（ただし、ケンブリッジは当時、女性に学位や正式な学生の資格を与えていなかった）  。 F・H・ブラッドリーの著書『現象と実在』に出会ったのをきっかけに、哲学の道を志す。1908年に道徳哲学の学位試験を受け 、1912年にはロンドン大学で哲学の修士号を優秀な成績で取得した  。修士論文「プラグマティズムとフランス主意主義」は、『ガートン・カレッジ・スタディーズ』に掲載された 。
1911年から1924年まで、数多くの学術機関で教鞭を取る。1913年からロンドンのキングス・カレッジで哲学の講師を務めた後、1915年にロンドンのベッドフォードカレッジで哲学の非常勤講師に就任。1920年に同大学の常勤職に就き、1924年には准教授に任命される 。ロンドンのウェストフィールド・カレッジ（1912–20）、ケンブリッジのガートン・カレッジ（1911-14）、ケンブリッジのホマトン・カレッジ（1911-14）でも客員講師を務めた   。1915年からはハンプステッドのキングスリー・ロッジ・スクール・フォー・ガールズの校長となり、生涯その職を務めている。  
1927年にロンドン大学の准教授の座に就き、ベッドフォード大学准教授の職と兼任した。1931年、博士号（Doctor of Letters）を取得。1933年には教授に昇進し、英国で哲学教授を務めた初の女性となった。当時としては衝撃的なできごとである 。1931年から1932年までコロンビア大学の客員教授も務めた。1931年から1932年にはマインド・アソシエーション会長、1933年から1934年にはアリストテレス協会の会長を務めている。
ステビングはウィリアム・アーネスト・ジョンソンの弟子であった。ジョン・ウィズダムによると、彼女がもっとも強く影響を受けた哲学者はG・E・ムーアである。ステビングはウィーン学団と英国との接点となった人物であり、ルドルフ・カルナップを初めて英国での講演に招待した 。
1943年9月11日、ステビングは癌の再発により、ミドルセックスのマウントバーノン病院で亡くなった。

## 影響
ステビングが若くして亡くなったあと、G・E・ムーア、C. D. Broad、Helen Wodehouse、Dorothy Tarrantらの哲学者グループが L. S. Stebbing Memorial Fund（L.S.ステビング記念基金）を立ち上げ、大学院で哲学を学ぶ人たちへの奨学金給付を始めた。キングズ・カレッジ・ロンドンで哲学を学ぶ女性の大学院生に対し、スーザン・ステビング・スチューデントシップとして毎年奨学金が贈られている。またキングズ・カレッジ・ロンドンでは、ステビングの名を冠した哲学の講座を設けている。
1948年には Philosophical Studies. Essays in Memory of L. Susan Stebbing という記念論文集がアリストテレス協会によって出版された。同論文集にはジョン・ウィズダムによる解説とステビングの生前の著作すべてが掲載されたほか、H.B.アクトン、Beatrice Edgell、A.C.ユーイング、Ruth L. Saw、またステビングの教え子であったマックス・ブラックなど、著名な哲学者が論文を寄せている。
ステビングの哲学界における重要性は近年になって再評価され、関心が高まっている。2017年には Michael Beaney と Siobhan Chapman によってスタンフォード哲学百科事典にスーザン・ステビングの記事が作成され、その生涯と仕事が辞典の独立した項目としてオンライン公開された。ステビングの生涯と思想を掘り下げた書籍も2013年にChapman によって出版されている。

## 有効なる思索
ステビングの最もよく知られた著作は『Thinking to Some Purpose（有効なる思索）』（1939）である。この本の表紙には次のように書かれている。「明晰に考えるための必須マニュアル。他者の非論理的思考を見抜き、自身の論理的思考を磨くために」 。一般によく引用されるのは下記の一節だが、これは本文中の言葉ではなく1939年版のカバーおよび1952年版の前書きに登場するものである。
「民主主義の市民にとって、正しく考えることこそ差し迫った課題です」とステビング教授は言う。「報道の自由や議会だけでは十分な民主主義とは言えません。私たちが困難に直面しているのは、一部は私たち自身の愚かさのせいであり、一部はその愚かさを搾取されているせいであり、そして一部は私たち自身の偏見や個人的な欲望のせいなのです」

この著作はBBCのラジオ番組のために書かれた梗概から発展したものである。第二次世界大戦前夜に出版された本書の前書きで、ステビングは次のように述べている。
「民主主義国家の市民が、無意識のバイアスや無知によって歪められることなく、明晰に物事を考えること。それこそが急務であると確信しています。私たちが間違った考えを抱くのは、部分的には思考の誤りによるものです。そうした誤りがどのように起こるのかを明確に理解すれば、ある程度それを克服することも可能になります」

## 著作
- Pragmatism and French Voluntarism (1914)
- A Modern Introduction to Logic (1930, revised 1933)
- "The Method of Analysis in Metaphysics", Proceedings of the Aristotelian Society, Volume 33, Issue 1, 1 June 1933, Pages 65–94,
- Logical Positivism and Analysis (1933)[25]
- Logic in Practice (1934)
- Imagination and Thinking (1936) with C. Day-Lewis
- Philosophy and the Physicists (1937)[26]
- Thinking to Some Purpose (1939)
  - 『有効なる思索』スーザン・ステビング 著、元野義勝 訳、教材社、1942年。NDLJP:1038286
- Ideals and Illusions (1941)[27]
- A Modern Elementary Logic (1943)
- Men and Moral Principles. L. T. Hobhouse Memorial Trust Lecture No. 13. (1944)[28]